# كيم ماكلين
كيم ماكلين (بالإنجليزية: Kim McLean)‏ هي مغنية مؤلفة أمريكية، ولدت في 1 أبريل 1961.

## وصلات خارجية
- كيم ماكلين على موقع ميوزك برينز (الإنجليزية)
- كيم ماكلين على موقع ديسكوغز (الإنجليزية)
- كيم ماكلين على موقع ديسكوغز (الإنجليزية)
- كيم ماكلين على موقع ديسكوغز (الإنجليزية)